# Condado de Edwards (Texas)
O Condado de Edwards é um dos 254 condados do estado norte-americano do Texas. A sede do condado é Rocksprings, e sua maior cidade é Rocksprings.
O condado possui uma área de 5 491 km² (dos quais 0 km² estão cobertos por água), uma população de 2 162 habitantes, e uma densidade populacional de 0,4 hab/km² (segundo o censo nacional de 2000).
O condado foi criado em 1858.